# بییانوئبا دل آسرال
بییانوئبا دل آسرال دهستانی در استان آبیلای اسپانیا است.
در این دهستان ۱۷۷ نفر زندگی می‌کنند. مساحت این دهستان ۱۷٫۶۶ کیلومتر مربع است.